# Szíjhajtás

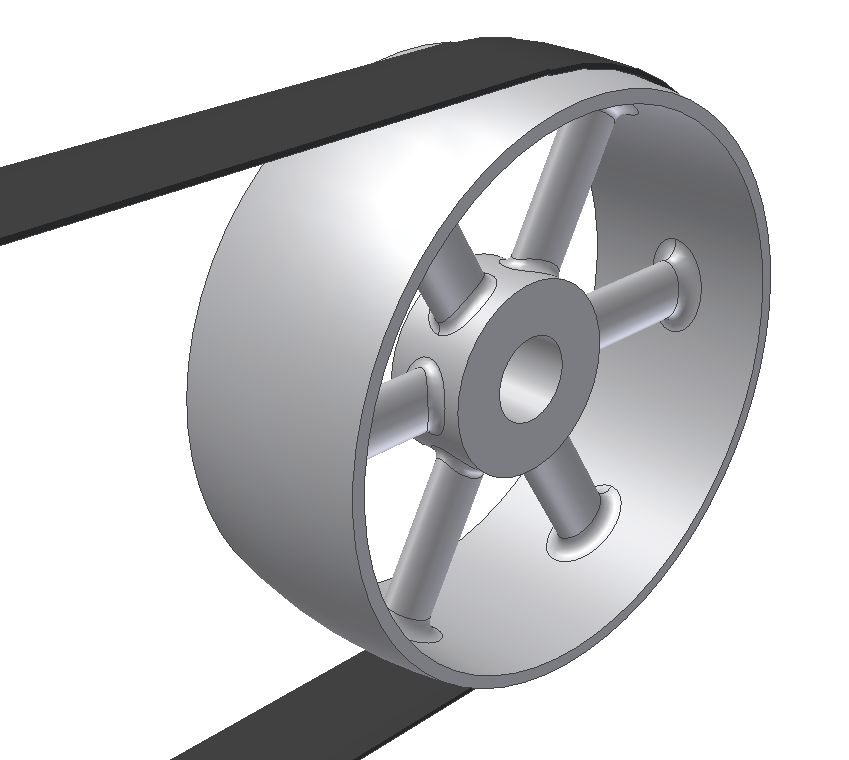
Lapos szíj

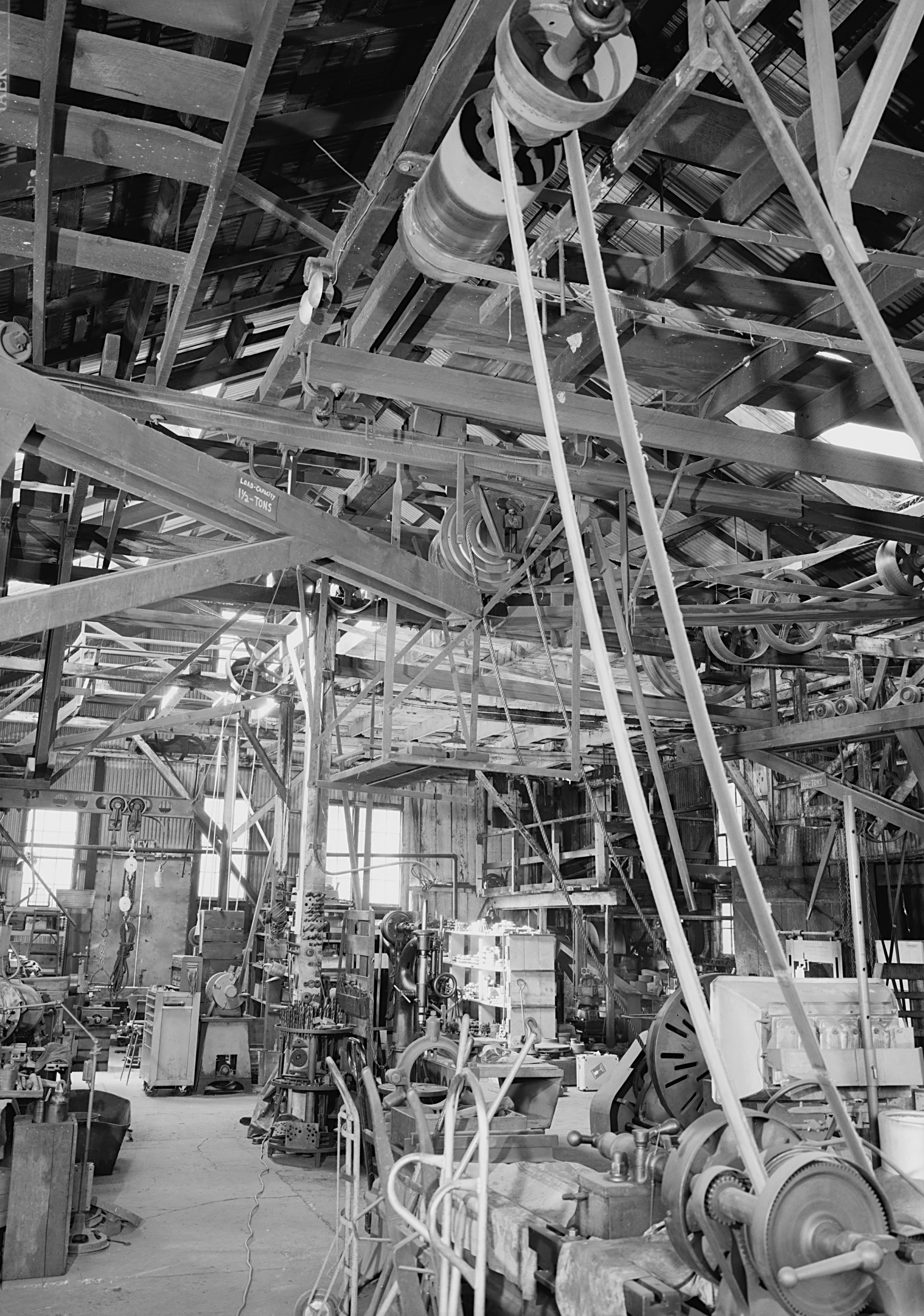
Transzmissziós tengely egy gépgyár műhelyében

Laposszíj-hajtás különböző elrendezésű tengelyek között.

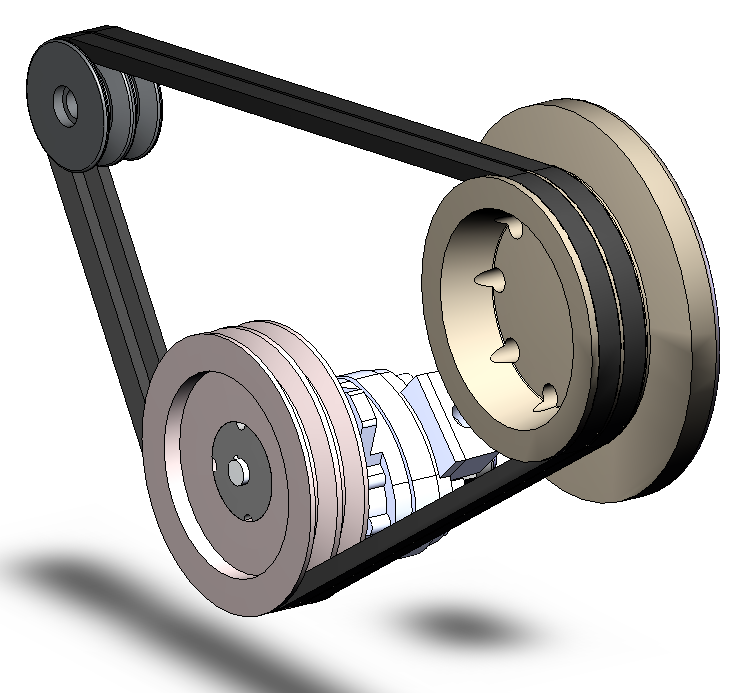
Ékszíjhajtás

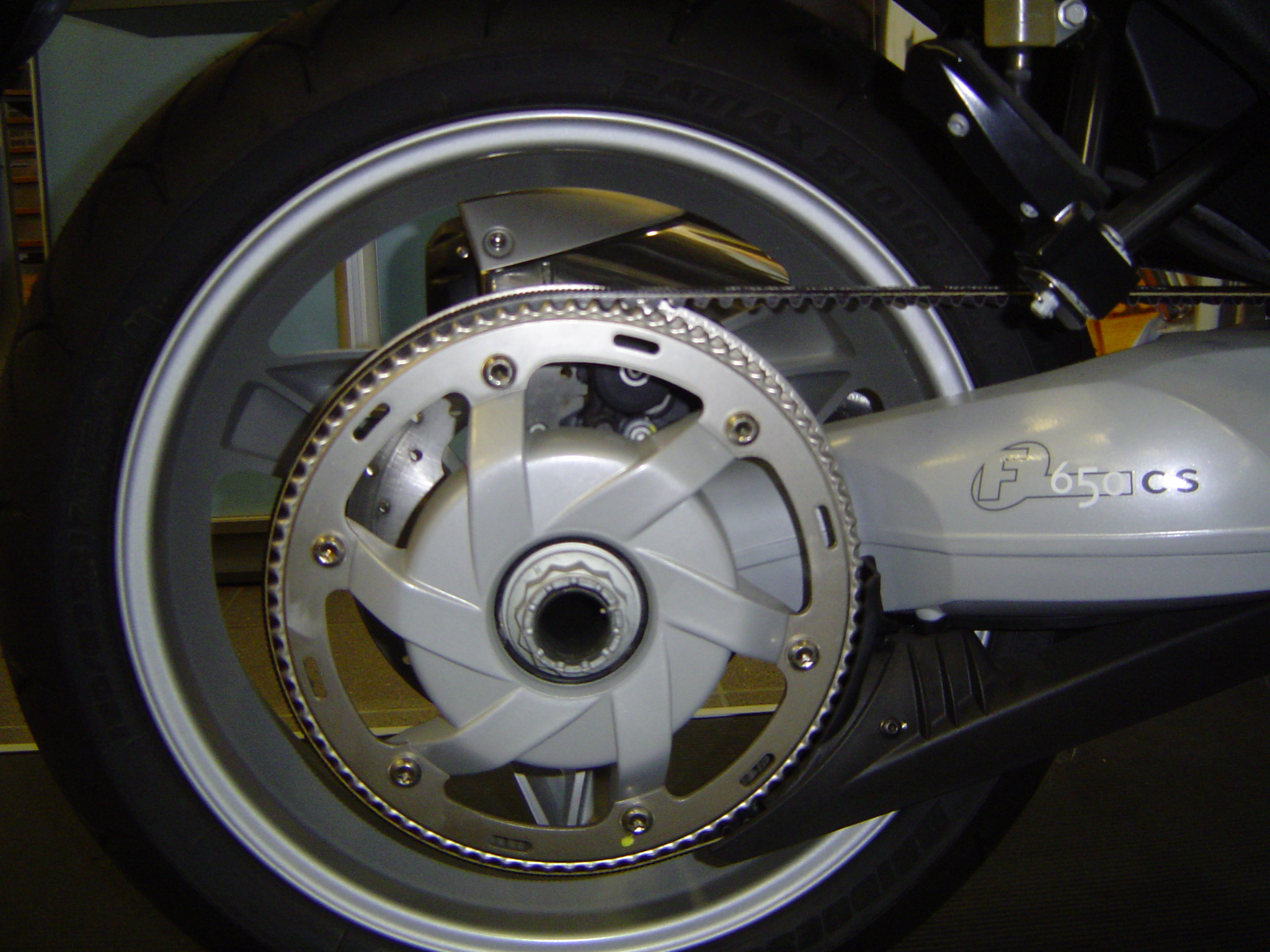
Fogasszíj-hajtás

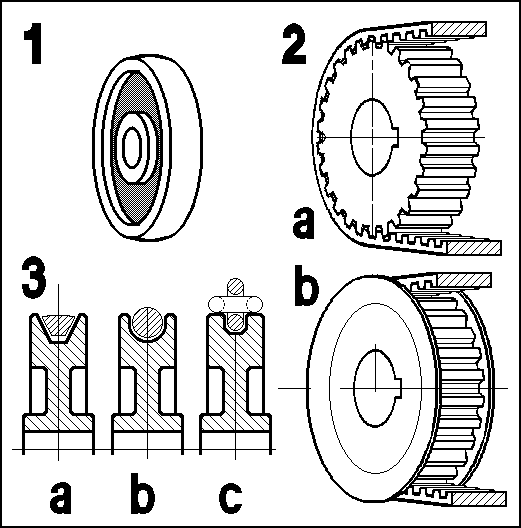
Különböző szíjtárcsák

A szíjhajtás forgó tengelyek közötti energiaátvitel egy módja. A tengelyekre egy-egy megfelelően kialakított tárcsát erősítenek, a szíjtárcsákon végtelenített hajlékony szíjat vetnek át, mely a tárcsákra ráfeszül. A nyomatékot és a forgó mozgást a szíj általában súrlódás segítségével viszi át, de van olyan szíjhajtás is, melynél a kapcsolatot a szíj és a tárcsa alakja biztosítja. Szíjhajtást általában ott alkalmaznak, ahol a tengelyek nagyobb távolságra vannak egymástól. A súrlódással kapcsolódó szíjhajtásoknál mindig fellép kismértékű látszólagos csúszás, mely az átvitt nyomatékkal nő, ezért ezek a szíjhajtások pontos kinematikai kapcsolatra nem alkalmasak. Előnyük, hogy túlterhelés esetén megcsúsznak és ezzel a kapcsolódó gépeket védik törés ellen. Igénytelen üzemű, könnyen gyártható és szerelhető energiaátvitelt jelentenek. A szíjhajtások általában érzéketlenek a gyártási pontatlanságokra és rezgéscsökkentő hatásuk is van, karbantartásuk egyszerű, kenést nem igényelnek. A szíjhajtás üzeme csendes, nyugodt, jó hatásfokkal dolgozik (90-98%), de csak kis és közepes fordulatszámokon használható (a centrifugális erő a tárcsákon lelazítja a szíjat).

## Lapos szíj
A lapos szíjhajtás az ipari forradalom alatt terjedt el széleskörűen. Az üzemek energiaszükségletét gőzgép látta el, mely egy központi közlőműtengelyt (transzmissziós tengelyt) hajtott meg. Ez a tengely általában a műhely mennyezetére szerelt csapágykonzolokban forgott, innen hajtották laposszíjhajtásokkal az egyes gépeket (malomgépeket, textilgépeket vagy szerszámgépeket).
A laposszíjhajtás egyszerű, könnyen gyártható és üzemeltethető hajtás. Használható két párhuzamos tengely egyirányú, ellenkező irányú hajtására és kitérő tengelyek összekötésére is. Laposszíjjal könnyen megvalósítható az áttétel változtatása, egyfajta „sebességváltó” is. Ehhez egymás mellett több, változó átmérőjű szíjtárcsából álló forgórészt használnak, mégpedig úgy, hogy az egyik tárcsán balról jobbra növekednek a tárcsaátmérők, a másik tengelyen jobbról balra. A megfelelő tárcsaátmérőket úgy kell megválasztani, hogy adott tengelytáv mellett a szíj minden variációban feszes maradjon. Az áttétel váltását kétágú villával oldották meg, mellyel a szíjat át lehetett csúsztatni egy másik tárcsapárra a megfelelő fokozat eléréséhez. Szerszámgépek (esztergapad, marógép) fordulatszámát az optimális forgácsolási sebesség elérése céljából gyakran kell változtatni, erre mutat példát a transzmissziót ábrázoló kép is.
Laposszíj segítségével fokozatmentes hajtás is megvalósítható. Ehhez a szíjtárcsákat kúposra kell kialakítani, és ellenkező irányban felékelni a két tengelyre.
A szíjtárcsák közül az egyiket hengeresre, a másikat enyhén domborúra alakítják ki. Ennek oka az, hogy a szíj hajlandó „felmászni” a kúpos tárcsa nagyobb átmérője felé, az enyhén hordó alakú tárcsa azonban önműködően középen tartja a szíjat, nem engedi „levándorolni”.
A laposszíjak anyaga régen bőr volt, ma műanyag, műszállal vagy acélhuzallal erősített gumi, ritkán vékony, nagy szilárdságú acélszalag. Cél, hogy a súrlódási tényező minél nagyobb legyen a tárcsa és a szíj között, a szíj tömege pedig minél kisebb. A laposszíjakat jelentős erővel kell megfeszíteni ahhoz, hogy elegendő súrlódás ébredjen a kívánt nyomaték átviteléhez. Sokszor szíjfeszítő görgőket alkalmaznak, melyek feszesen tartják a szíjhurkot. Szoktak önfeszítő szíjhajtásokat is alkalmazni, melyek arra képesek, hogy a terhelőnyomaték növekedésével növeljék a szíjhúzást is. A viszonylag nagy szíjhúzás jelentős erőkkel terheli a csapágyakat.

## Hengeres szíj
Egészen kis nyomatékok átvitelére kör keresztmetszetű gumi vagy műanyag szíjakat is használnak, melyek a szíjtárcsák félkör keresztmetszetű hornyaiba fekszenek fel. Ezek előnye az, hogy a gumizsinórt a kívánt méretre leszabva lehet megvásárolni és a végeket összeragasztják vagy összehegesztik. A régi, lábbal hajtott varrógépek is kör keresztmetszetű szíjakat használtak.

## Ékszíj
Ezek a szíjak trapéz keresztmetszetűek, keskenyebbik oldalukkal a tengely felé szerelve. Az ékszíjak előnye, hogy megnövelik a súrlódási erőt a tárcsa és a szíj között. A trapéz alakú horonyba a szíj befeszül, így nagyobb normális erő mellett sem nő nagyon a tengelyt terhelő erő. A szabványos méretek (α=20°) esetén a súrlódási erő azonos szíjfeszítés mellett körülbelül a laposszíjhajtásnál szokásos érték háromszorosára növekszik ékszíj alkalmazásával, vagy ugyanakkora teljesítmény harmadakkora csapágyterheléssel vihető át. (Fnyomó=Ffeszítő/sinα). Ékszíjhajtásokat kisebb tengelytávnál lehet használni, a megvalósítható áttétel 
{\displaystyle i\leq 10\,}, a tengelytávolság
{\displaystyle a\leq D_{2}+2h\,},
ahol 
{\displaystyle D_{2}\,} a nagyobbik tárcsa átmérője,
{\displaystyle h\,} az ékszíj szelvényének magassága (sugárirányú mérete), a szíjsebesség pedig
{\displaystyle v\leq 26\ (m/s)\,},
Az ékszíjak általában textilerősítésű gumiból szabványos hosszúságra végtelenített alakba vulkanizálva készülnek. A leggyakrabban egy tárcsapárhoz egy ékszíjat használnak. Több ékszíj párhuzamos beépítése esetén az ékszíjak gyártási eltéréseiből adódóan nem biztosítható minden szíjhurokra egyenlő szíjfeszítő erő, ezért a névlegesnél kisebb átvihető teljesítménnyel kell számolni. Az ékszíjhajtásnál lehetővé kell tenni, hogy a kellő szíjhúzást a tengelytáv eltolásával be lehessen állítani, vagy szíjfeszítő tárcsát kell alkalmazni.
Jelenleg ez a leggyakrabban használt szíjhajtás. A legtöbb gépkocsiban a generátort vagy régebben az egyenáramú dinamót ékszíjjal hajtják meg.

### Bordásszíj
Az ékszíj egy speciális változata, fogazott a szelvénye, tehát több, egymással párhuzamos kis ékszíjként működik, de egy darabból készül, ezért nem jelentkeznek a gyártási eltérésekből adódó hibák. Szelvénye sokkal alacsonyabb, de szélesebb, mint a hasonló teljesítményű ékszíjé, kisebb a tömege, nagyobb fordulatszámot képes elviselni, és hajlékonyabb is.

## Fogasszíj
Újabban készítenek fogazott szíjakat is. Ezek, ellentétben a súrlódás segítségével kapcsolódó szíjhajtásokkal, pontos szinkronhajtást tesznek lehetővé, megtartva ugyanakkor az ékszíjhajtás számos előnyét: egyszerű kezelhetőségét, egyszerű szerelését, zajtalan, nyugodt üzemét, rezgéscsillapító képességét. Ilyen szíjat használnak belsőégésű motorok szelepeit működtető vezérműtengelyek hajtására, kiváltva a régebbi lánchajtást. Anyaga a kenőolajjal szemben ellenálló kell legyen. Hátránya viszonylag költséges előállítása és az, hogy fogazott tárcsákat kell hozzájuk beépíteni, nem védenek túlterhelés ellen.

## Elmélet
Amennyiben a szíj hosszirányban nem volna rugalmas, a tárcsák kerületi sebessége és a szíjsebesség megegyezne:
{\displaystyle v={\frac {D_{1}\omega _{1}}{2}}={\frac {D_{2}\omega _{2}}{2}}} és innét az áttétel:
{\displaystyle i={\frac {D_{2}}{D_{1}}}={\frac {\omega _{1}}{\omega _{2}}}={\frac {n_{1}}{n_{2}}}},
ahol
{\displaystyle D_{1},\,D_{2}} a hajtó és hajtott tárcsa átmérője,
{\displaystyle \omega _{1},\,\omega _{2}} a hajtó és hajtott tárcsa szögsebessége,
{\displaystyle n_{1},\,n_{2}} a hajtó és hajtott tárcsa fordulatszáma.
Amíg a szíjhajtás nem mozog, a szíjágakat a tengelyeket és csapágyakat terhelő előfeszítő erő terheli. Amikor azonban a tárcsák forognak, de a hajtás nincs terhelve (üresjárásban működik), a szíjat a centrifugális erő is terheli, laposszíj esetén:
{\displaystyle F_{c}=b\delta v^{2}\rho \,,} ahol
{\displaystyle b\,} a szíj szélessége,
{\displaystyle \delta \,} a szíj vastagsága,
{\displaystyle \rho \,} a szíj anyagának sűrűsége.
Ha a hajtás teljesítményt visz át és a tárcsákat nyomaték terheli, akkor az egyik szíjágban megnő a feszítőerő, a másikban lecsökken, a kettő különbsége az {\textstyle F_{k}} kerületi erő:
{\displaystyle F_{k}=F_{t1}-F_{t0}=(F_{t1}-F_{c})-(F_{t0}-F_{c})\,},
ahol
{\displaystyle F_{t1}\,} a feszes ágban ébredő erő,
{\displaystyle F_{t0}\,} pedig a laza ágat feszítő erő.
Az {\displaystyle {\boldsymbol {\varepsilon }}\,} feszültségi viszony a tárcsa és a szíj közötti súrlódásból számítható:
{\displaystyle {\boldsymbol {\varepsilon }}=e^{\mu \beta }={\frac {F_{t1}-F_{c}}{F_{t0}-F_{c}}}},
ahol
{\displaystyle \mu \,} a szíj és tárcsa között ébredő súrlódás tényezője,
{\displaystyle \beta \,} a szíj körülfogási szöge, vagyis annak az ívnek a középponti szöge, mely mentén a szíj felfekszik a tárcsára.
Ebből az összefüggésből a szíjerők kiszámíthatók:
{\displaystyle F_{t1}-F_{c}=F_{k}{\frac {\boldsymbol {\varepsilon }}{{\boldsymbol {\varepsilon }}-1}}} és
{\displaystyle F_{t0}-F_{c}=F_{k}{\frac {1}{{\boldsymbol {\varepsilon }}-1}}}.
Ha a szíjhajtás áttétele :{\displaystyle i=1\,}, vagyis a két tárcsa átmérője egyenlő, akkor a tengelyt és a csapágyakat terhelő :{\displaystyle F_{sz}\,}, erő:
{\displaystyle F_{sz}=F_{t1}-F_{c}+F_{t0}-F_{c}=F{\frac {{\boldsymbol {\varepsilon }}+1}{{\boldsymbol {\varepsilon }}-1}}}.
Ebből a szíjhúzásra jellemző a {\displaystyle \varphi \,} áthúzási fok:
{\displaystyle {\boldsymbol {\varphi }}={\frac {F}{F_{sz}}}={\frac {{\boldsymbol {\varepsilon }}-1}{{\boldsymbol {\varepsilon }}+1}}<1}.
A szíjhajtással átvihető teljesítmény:
{\displaystyle P=Fv=b\delta {\frac {{\boldsymbol {\varepsilon }}-1}{\boldsymbol {\varepsilon }}}\left(\sigma _{meg}-v^{2}\rho -\sigma _{h}\right)v\,},
ahol
{\displaystyle \sigma _{meg}\,} a szíjban megengedhető feszültség,
{\displaystyle \sigma _{h}\,} a szíjban ébredő hajlítófeszültség.
A szíj anyaga rugalmas, a feszes és a laza szíjágban más-más erő ébred. Emiatt a két szíjág megnyúlása is különbözik. A feszes ág tehát kissé előresiet a hajtó tárcsa kerületéhez képest, a laza ág pedig kissé lemarad. Ez a megfigyelő számára úgy jelentkezik, mintha a szíj kissé megcsúszna a tárcsákon. Ezt a jelenséget rugalmas csúszásnak vagy szlipnek nevezik, értéke:
{\displaystyle s={\frac {v_{1}-v_{2}}{v_{1}}}\,}
A rugalmas csúszás a szíjhajtás alaptulajdonsága, a terhelés növekedésével az 1%-ot is eléri.
A szíjhajtás hatásfoka:
{\displaystyle \eta =1-s\,(\%)}